# Dunoding

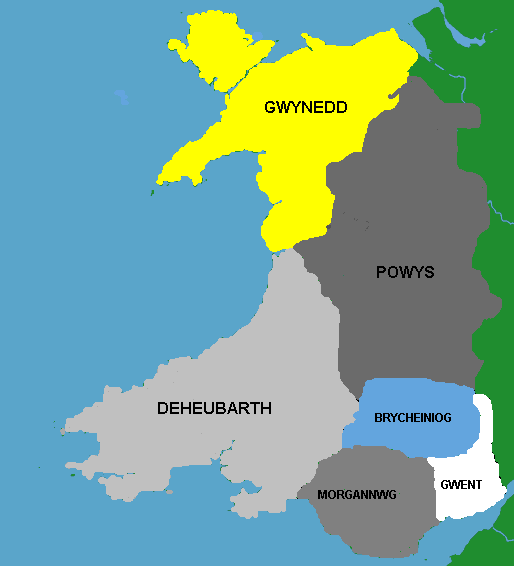
Regni medievali gallesi.

Il Dunoding (da non confondere con il Dunoting) era un regno dipendente del Gwynedd (nell'odierno Galles), che nacque attorno al 445. Alla morte di Cunedda Wledig, il suo quarto figlio, Dynod, prese il potere su quest'area. Dopo la morte dell'ultimo sovrano, il regno fu riassorbito dal Gwynedd tra la fine dell'VIII e il primo venticinquennio del IX secolo.

## Sovrani del Dunoding
- Dynod ap Cunedag     ca. 445
- Einion ap Dynod      ca. 475
- Dingad ap Einion     ca. 500
- Meurig ap Dingad     ca. 530
- Einion ap Meurig     ca. 560
- Isaag ap Einion      ca. 590
- Podgen Hen ap Isaag  ca. 620
- Poedlew ap Podgen    ca. 650
- Iddon ap Poedlew     ca. 680
- Brochfael ap Idon    ca. 710
- Eigion ap Brochfael  ca. 740
- Iouanwal ap Eigion   ca. 770
- Caradog ap Iouanwal  ca. 800
- Bleidudd ap Caradog  ca. 830
- Cuhelm ap Bleidudd   ca. 860 - con lui sembra aver fine la dinastia del regno, che sarebbe quindi stato riassorbito dal Gwynedd.